# Манастир Свете Петке — Пет језера (Бијељина)
Манастир Свете Петке је женски манастир посвећен преподобној мајци Параскеви, који се налази на ободу насеља Пет језера града Бијељине.

## О манастиру
Изградња манастира Свете Петке отпочета је 2001. године у време службовања епископа зворничко-тузланског Василија Качавенде. Позициониран је на ободу насеља Пет језера, које се налази на улазу у Бијељину из правца Сремске Раче. Парцела за изградњу добијена је као поклон општине Бијељина. Земљиште је освештано 2003. године, а градња самог објекта започета је две године касније. Манастир је подигнут од пуне цигле, у руском стилу, тако да се састоји из две цркве. Доња црква, крипта, посвећена је Светом Сергеју Радоњешком и њене зидове красе слике руских светитеља. Такође, у овој цркви место заузима и кивот са моштима свештеномученика Јована Књажева. Горња црква посвећена је Светој Петки и украшена је уобичајеним композицијама српско-византијског стила. Манастир је петокуполни и прекривен је лимом златне боје. Иконостас храма израђен је у дуборезу од храстовог дрвета.
Манастиром управља игуманија Стефанида (Стевић), која у њему борави од 2006, када је и одликована овим чином. Богослужења се обављају у крипти храма, по чему се овај манастир разликује од осталих.
Одмах поред манастира налази се двор са пет спратова намењен за коначиште старим и изнемоглим лицима. У њему обитава умировљени епископ зворничко-тузлански, Његово преосвештенство Василије Качавенда, а поред њега, о овом здању старају се и три монахиње. Због раскошности свог изгледа, ова грађевина је неформално прозвана „Мали Версај”.